# Lacconectus khaosokensis
Lacconectus khaosokensis là một loài bọ cánh cứng trong họ Bọ nước. Loài này được Brancucci & Gusich miêu tả khoa học năm 2004.